# Камерна музика
Камерната музика включва музикални творби, писани за съвсем малък музикален ансамбъл (трио, квартет, квинтет), пиесите, писани за неголям оркестър, голяма част от хоровата акапелна музика, произведенията, писани за малък оркестър и хор. Тези творби се отличават с пестеливост откъм изразни средства, изтънчен лиризъм и акварелност на звученето. „Камерен“ се нарича обикновено оркестър, при който няма силно изразена медна духова и перкусионна секция.

## История
Исторически терминът е възникнал в епоха, когато е имало тясно разделение между публичното изпълнение на музикални произведения (концертно, при тържествени светски и църковни случаи) и домашното музициране. Първоначално под камерна музика се е разбирало именно изпълнение в тесен затворен кръг.
С течение на времето смисълът на определението „камерна музика“ се е развивал и днес за такава се разбира музиката, предназначена за изпълнение от по-малки музикални състави. Тук по принцип се причислят и музикалните произведения, предвидени за изпълнение от един-единствен инструмент – пиано, цигулка, китара и т.н. Но у някои автори (Теодор Адорно, Алберт Швайцер) те са изключени от камерната музика, под която се разбира изпълнение на малък музикален ансамбъл.
В същото време няма критерии, които да очертават ясно границите на камерната музика, тъй като понятие тя носи предимно естетически характер и не се свързва с определени музикални форми или жанрове, макар и някои от тях да са характерни за нея. Например симфониите на Йозеф Хайдн и Волфганг Амадеус Моцарт обикновено се причисляват към камерната музика и се изпълняват от камерни оркестрови състави. Пасионите на Йохан Себастиан Бах от своя страна, въпреки естеството на състава, който ги изпълнява, почти никога не се определят като камерна музика. Монументалността на симфонията (от Бетховен нататък) и подчертаният виртуозен характер на инструменталния концерт се смятат по принцип за нетипични за камерната музика, която като цяло се отличава с икономичност откъм изразителни средства при голяма самостоятелност на отделните инструментални партии. Това отново е условно уточнение, тъй като например повечето от инструменталните концерти на Бах, въпреки че не съответстват на тези критерии, са отнасяни обикновено към камерната музика.
В исторически план не може да се говори за развитие на камерната музика сама по себе си, въпреки развитието на музикалните форми и жанрове на произведенията, причислявани към нея. За композиторите след края на 18 век (по принцип по-ранните творби обикновено се причисляват към камерните) трябва да се каже, че някои от тях имат подчертан афинитет към камерни творби и творят предимно в тази посока – Хуго Волф, Цезар Франк. Други автори по-рядко пишат камерни творби, но няма на практика композитор, който да не е оставил образци на камерната музика. Лудвиг ван Бетховен, който е известен най-вече със симфоничните си творби, е написал блестящи струнни квартети; Антон Брукнер пише многобройни камерни творби за хор.

## Панчо Владигеров
Камерната музика заема основно място в творчеството на Панчо Владигеров. Неговият талант намира широк простор на изява в многобройните солови пиеси и цикли за пиано, за цигулка и др. Това е разбираемо – самият той е отличен пианист, а неговия брат близнак Любен е цигулар.
Особено характерно за творческите търсения на Владигеров в областта на камерната музика е неговия стремеж за разработване и експериментиране в различни жанрови области, търсенето на различни темброви звучения и максималното експлоатиране на музикалния материал с ярък тематичен заряд. Композиторът многократно се връща към свои ярки оригинални творби, търсейки различни жанрови решения и това е причината за големия брой транскрипции, които Владигеров създава.